# Малер, Фриц
Фриц Малер (нем. Fritz Mahler; 16 июля 1901, Вена — 18 июня 1973, Уинстон-Сейлем, штат Северная Каролина) — австро-американский дирижёр.
В 1924 году окончил Венский университет, где изучал музыковедение у Гвидо Адлера и дирижирование у Леопольда Райхвайна; занимался также композицией под руководством Арнольда Шёнберга, Альбана Берга и Антона Веберна. Работал с различными оркестрами Австрии и Германии, в 1930—1935 годах — в Копенгагене. 
С 1935 года Малер жил в Соединённых Штатах, был музыкальным руководителем оперного театра в Филадельфии; в 1939 году получил американское гражданство. В 1939—1950 годах преподавал на оперном отделении Джульярдской школы. В 1947—1953 годах был главным дирижёром Филармонического оркестра Эри, в 1953—1964 годах — Хартфордского симфонического оркестра. В Хартфорде Малер осуществил ряд важных инициатив, определивших будущее коллектива, — в частности, учредил специальные концерты для молодёжи.
1. 1 2  Fritz Mahler // SNAC (англ.) — 2010.
2. 1 2  Fritz Mahler // Discogs (англ.) — 2000.